# أسل ليسوري
أسل ليسوري (الاسم العلمي: Juncus lesueurii) نوع نباتي يتبع جنس الأسل وينتمي إلى الفصيلة الأسلية.